# Microgaster wittei
Microgaster wittei är en stekelart som beskrevs av De Saeger 1944. Microgaster wittei ingår i släktet Microgaster och familjen bracksteklar. Inga underarter finns listade i Catalogue of Life.